# Monte Chiadenis
De Monte Chiadenis is een berg gelegen in de Karnische Alpen in de autonome Italiaanse regio Veneto. De berg heeft een hoogte van 2459 meter. 
Tijdens de Eerste Wereldoorlog werd op de Monte Chiadenis hevig gevochten tussen de Italiaanse Alpini en Oostenrijkse Gebirgsjäger.